# Folkomröstningen om försäljning av Danska Västindien
Folkomröstningen om försäljning av Danska västindien hölls 14 december 1916. Det var den första rådgivande folkomröstningen som hölls i Danmark. I omröstningen röstade 283 670 (64,2 %) för försäljning, medan 158 157 (35,8 %) röstade mot. Som en följd av detta såldes öarna till USA. Överlåtelsen skedde 1 april 1917 och öarna bytte namn till Amerikanska Jungfruöarna.

## Bakgrund
Redan 1902 hade det funnits planer på att sälja öarna till USA för fem miljoner dollar. Förhandlingarna hade då gått i stöpet på grund av att den danska högern var motståndare till försäljningen.
Förhandlingar hade under första världskriget i hemlighet förts mellan USA:s och Danmarks regering om att Danmark skulle sälja sin västindiska öar. Det var svårt att hålla kontakten med öarna under kriget, och Danmark var övertygade om att USA skulle besätta öarna, i synnerhet om Danmark blev invaderat. När förhandlingarna blev kända under sommaren 1916 medförde detta omfattande protester. Därför beslutade partierna 30 september 1916 tillsammans att utlysa en vägledande folkomröstning. Priset var 25 miljoner dollar i guld, vilket motsvarar 2,4 miljarder danska kronor i 2014 års pengavärde. Befolkningen på öarna hade inte rösträtt, men två inofficilla omröstningar genomfördes av David Hamilton Jackson. Han var journalist och lokal ledare för arbetarrörelsen på öarna, och han stödde försäljning. I de båda omröstningarna röstade 4 027 för försäljning och 7 emot.